# Simon Sulaiman
Simon Sulaiman (ur. 1971) – holenderski strongman, syryjskiego pochodzenia.
Trzykrotny Mistrz Syrii Strongman. Mistrz Holandii Strongman w 2009 r.

## Życiorys
Simon Sulaiman zadebiutował jako siłacz w wieku dwudziestu dziewięciu lat.
Mieszka w Holandii, w mieście Almere (prowincja Flevoland).
Wymiary:
- wzrost 190 cm
- waga 130 - 135 kg

Rekordy życiowe:
- przysiad 300 kg
- wyciskanie 210 kg
- martwy ciąg 370 kg

## Osiągnięcia strongman
- 2002
  - 7. miejsce - Drużynowe Mistrzostwa Świata Par Strongman 2002
  - 4. miejsce - Mistrzostwa Holandii Strongman
- 2003
  - 8. miejsce - Puchar Świata Strongman 2003
  - 5. miejsce - Mistrzostwa Holandii Strongman
- 2004
  - 2. miejsce - Mistrzostwa Holandii Strongman
- 2006
  - 11. miejsce - Mistrzostwa Holandii Strongman
- 2007
  - 11. miejsce - Mistrzostwa Holandii Strongman
- 2008
  - 9. miejsce - Liga Mistrzów Strongman 2008: Sofia
  - 11. miejsce - Mistrzostwa Holandii Strongman
  - 12. miejsce - Liga Mistrzów Strongman 2008: Wilno
  - 11. miejsce - Liga Mistrzów Strongman 2008: Mamaia (kontuzjowany)
  - 9. miejsce - Liga Mistrzów Strongman 2008: Kokkola
- 2009
  - 8. miejsce - Liga Mistrzów Strongman 2009: Subotica
  - 10. miejsce - Liga Mistrzów Strongman 2009: Ideapark
  - 1. miejsce - Mistrzostwa Holandii Strongman